# Antrodoco
Antrodoco – miejscowość i gmina we Włoszech, w regionie Lacjum, w prowincji Rieti.
Według danych na rok 2004 gminę zamieszkiwało 2845 osób, 45,2 os./km².